# Ludde Juberg
Per Ludvig Ludde Juberg, född 23 april 1884 i Herrestads församling, Östergötland, död 8 maj 1968 i Gustav Vasa församling, Stockholm, var en svensk skådespelare och teaterledare.

## Biografi
Juberg scendebuterade i Emil Norlanders revy Stackars Olsson 1907. Han spelade i folklustspel på Mosebacke, innan han och makan Thyra Juberg övertog Tantolundens friluftsteater 1924. Makarna övertog även Odeonteatern 1938 som de drev till 1953. Han medverkade i elva Knäppupp-revyer, den sista 1962. 
Ludde Jubergs filmdebut skedde 1928 och han kom att medverka i ett 70-tal filmer.
Juberg är begravd på Norra begravningsplatsen i Stockholm.

## Filmografi
- 1928 – Parisiskor
- 1928 – Svarte Rudolf
- 1928 – Synd
- 1929 – Hjärtats triumf
- 1929 – Konstgjorda Svensson
- 1930 – Kronans kavaljerer
- 1931 – Skepp ohoj!
- 1931 – Markurells i Wadköping
- 1931 – Falska miljonären
- 1932 – Kärlek och kassabrist
- 1932 – Sten Stensson Stéen från Eslöv på nya äventyr
- 1932 – Landskamp
- 1932 – Hans livs match
- 1933 – Hemslavinnor
- 1933 – Fridolf i lejonkulan
- 1934 – Fasters millioner
- 1935 – Grabbarna i 57:an
- 1936 – Ä' vi gifta?
- 1937 – Adolf Armstarke
- 1938 – Två år i varje klass
- 1938 – Kloka gubben
- 1939 – Efterlyst
- 1939 – Mot nya tider
- 1939 – Sjöcharmörer
- 1940 – Mannen som alla ville mörda
- 1940 – Beredskapspojkar
- 1940 – Swing it, magistern!
- 1940 – Frestelse
- 1941 – En man för mycket
- 1942 – Halta Lottas krog
- 1944 – Prins Gustaf
- 1944 – Gröna hissen
- 1944 – Lilla helgonet
- 1945 – 13 stolar
- 1945 – Blåjackor
- 1947 – Försummad av sin fru
- 1948 – Soldat Bom
- 1949 – Hur tokigt som helst
- 1949 – Kvinna i vitt
- 1949 – Sjösalavår
- 1949 – Farlig vår
- 1950 – Kyssen på kryssen
- 1951 – Tull-Bom
- 1951 – Puck heter jag
- 1951 – Starkare än lagen
- 1952 – Flyg-Bom
- 1952 – Adolf i toppform
- 1953 – Dumbom
- 1954 – I rök och dans
- 1955 – Den glade skomakaren
- 1955 – Ljuset från Lund
- 1955 – Så tuktas kärleken
- 1955 – Stampen
- 1956 – Skorpan
- 1956 – Flickan i frack
- 1956 – Suss gott
- 1956 – Egen ingång
- 1956 – Litet bo
- 1957 – Klarar Bananen Biffen?
- 1958 – Mannekäng i rött
- 1958 – Damen i svart
- 1958 – Den store amatören
- 1958 – Linje sex
- 1958 – Vi på Väddö
- 1959 – Bara en kypare
- 1959 – Brott i paradiset
- 1959 – Sköna Susanna och gubbarna
- 1959 – Det svänger på slottet
- 1959 – Får jag låna din fru?
- 1965 – Åsa-Nisse slår till

## Teater

### Roller
| År   | Roll                     | Produktion                                                                                   | Regi                             | Teater                                                    |
| ---- | ------------------------ | -------------------------------------------------------------------------------------------- | -------------------------------- | --------------------------------------------------------- |
| 1909 | Farfar                   | Kronbruden August Strindberg                                                                 |                                  | Collianderska sällskapet                                  |
| 1909 | Tomten                   | Jul August Strindberg                                                                        |                                  | Collianderska sällskapet                                  |
| 1910 | Medverkande              | En sommarnattsdans, eller Balettens triumf på Söder, revy Algot Sandberg                     | Algot Sandberg Wilhelm Berndtson | Södra Varietén                                            |
| 1929 |                          | Westerbergs pojke Gideon Wahlberg                                                            |                                  | Söders friluftsteater Flyttad till Mosebacketeatern       |
| 1929 |                          | Fjällgatan 14 Siegfried Fischer                                                              |                                  | Mosebacketeatern                                          |
| 1930 |                          | Skeppar Ömans flammor Siegfried Fischer                                                      |                                  | Söders friluftsteater                                     |
| 1930 | Olsson, brevbärare       | Söderkåkar Gideon Wahlberg                                                                   | Hugo Jacobson                    | Mosebacketeatern                                          |
| 1931 | Jönsson, privatdetektiv  | Ta' fast tjuven Gran                                                                         |                                  | Mosebacketeatern                                          |
| 1931 |                          | Äventyr vid kolonistugan Gideon Wahlberg och Walter Stenström                                |                                  | Mosebacketeatern                                          |
| 1931 |                          | I gamla Djurgårdssta'n Gideon Wahlberg                                                       | Gideon Wahlberg                  | Tantolundens friluftsteater                               |
| 1931 |                          | Augustas lilla felsteg Siegfried Fischer                                                     |                                  | Mosebacketeatern                                          |
| 1932 |                          | Tokstollar och högfärdsblåsor Gideon Wahlberg                                                | Gideon Wahlberg                  | Tantolundens friluftsteater Flyttad till Mosebacketeatern |
| 1932 | Borstbindaren            | Skeppar Ömans flammor Siegfried Fischer                                                      |                                  | Mosebacketeatern                                          |
| 1933 | Sockerbagare Fredriksson | En Söderpojke Siegfried Fischer                                                              | Siegfried Fischer                | Mosebacketeatern                                          |
| 1933 |                          | Amandas kärlekspant Siegfried Fischer                                                        | Siegfried Fischer                | Mosebacketeatern                                          |
| 1933 |                          | Vackra Sissi, eller Kärlek u.p.a. Gideon Wahlberg                                            | Gideon Wahlberg                  | Tantolundens friluftsteater                               |
| 1933 |                          | Violen från Flen Siegfried Fischer                                                           |                                  | Mosebacketeatern                                          |
| 1933 |                          | Barn på beställning Arthur Fischer                                                           | Arthur Fischer                   | Mosebacketeatern                                          |
| 1934 | Borstis                  | Greven av Gamla stan Sigge och Arthur Fischer                                                |                                  | Mosebacketeatern                                          |
| 1934 |                          | Johannis i Lillegår'n Gideon Wahlberg                                                        | Gideon Wahlberg                  | Tantolundens friluftsteater                               |
| 1934 |                          | Julia på camping Sigge Fischer                                                               |                                  | Mosebacketeatern                                          |
| 1935 |                          | Café Södergöken Olle Gunnarsson                                                              |                                  | Mosebacketeatern                                          |
| 1935 |                          | Grabbarna i 57:an Gideon Wahlberg                                                            |                                  | Tantolundens friluftsteater                               |
| 1936 | Morten Gamst, skomakare  | Kloka gubben Paul Sarauw                                                                     | Sigurd Wallén                    | Södra Teatern                                             |
| 1937 | Medverkande              | Sverige åt Svensson, revy Kar de Mumma                                                       | Björn Hodell Leif Amble-Naess    | Södra Teatern                                             |
| 1937 |                          | Peter den store Paul Sarauw                                                                  | Paul Sarauw                      | Södra Teatern                                             |
| 1938 |                          | Kärlek och cirkus Gideon Wahlberg                                                            | Gideon Wahlberg                  | Tantolundens friluftsteater                               |
| 1938 |                          | Stockholmsfilurer Gideon Wahlberg                                                            | Gideon Wahlberg                  | Odeonteatern, Stockholm                                   |
| 1939 |                          | Luftman & C:o Gideon Wahlberg                                                                |                                  | Odeonteatern, Stockholm                                   |
| 1939 | Friaren                  | Friar'n från Kisa Sigge Fischer                                                              |                                  | Odeonteatern, Stockholm                                   |
| 1939 |                          | Kärlek och guldfeber Gideon Wahlberg                                                         |                                  | Tantolundens friluftsteater/ Odeonteatern, Stockholm      |
| 1939 |                          | Don Juan i 7:an Gideon Wahlberg                                                              | Gideon Wahlberg                  | Odeonteatern, Stockholm                                   |
| 1940 |                          | Familjen Larsson Sigge Fischer                                                               |                                  | Odeonteatern, Stockholm                                   |
| 1940 | Medverkande              | Strax lite varmare, revy Gideon Wahlberg, Charles Henry och Einar Molin                      | Gideon Wahlberg                  | Odeonteatern, Stockholm                                   |
| 1940 |                          | De tre malajerna Gideon Wahlberg                                                             |                                  | Tantolundens friluftsteater                               |
| 1940 | Medverkande              | Luddes nöjesfält, revy Gideon Wahlberg, Charles Henry och Einar Molin                        |                                  | Odeonteatern, Stockholm                                   |
| 1941 | Medverkande              | Luddes melodi, revy Charles Henry och Einar Molin                                            | Gideon Wahlberg                  | Odeonteatern, Stockholm                                   |
| 1941 |                          | Söders tyrolare Gideon Wahlberg                                                              | Gideon Wahlberg                  | Tantolundens friluftsteater                               |
| 1941 | Medverkande              | Luddes underbara resa, revy Charles Henry och Einar Molin                                    | Gideon Wahlberg                  | Odeonteatern, Stockholm                                   |
| 1942 | Medverkande              | Grand Hôtel Ludde, revy Charles Henry och Einar Molin                                        | Sigge Fischer                    | Odeonteatern, Stockholm                                   |
| 1942 |                          | Sibyllan i 5:an Gideon Wahlberg                                                              | Gideon Wahlberg                  | Tantolundens friluftsteater                               |
| 1942 | Medverkande              | Glada gatan, revy Charles Henry och Einar Molin                                              | Gideon Wahlberg                  | Odeonteatern, Stockholm                                   |
| 1943 | Medverkande              | Peppar och parfym, revy Charles Henry och Einar Molin                                        | Gideon Wahlberg                  | Odeonteatern, Stockholm                                   |
| 1943 |                          | Fattiga friare Gideon Wahlberg                                                               | Gideon Wahlberg                  | Tantolundens friluftsteater                               |
| 1943 | Medverkande              | Glitter och gliringar, revy Charles Henry och Einar Molin                                    | Gideon Wahlberg                  | Odeonteatern, Stockholm                                   |
| 1944 | Medverkande              | Bröderna Rims sagor, revy Charles Henry och Einar Molin                                      | Gideon Wahlberg                  | Odeonteatern, Stockholm                                   |
| 1944 |                          | Annie från Amörrika Sigge Fischer, Charles Henry och Einar Molin                             | Sigge Fischer                    | Tantolundens friluftsteater                               |
| 1944 | Medverkande              | Hoppla, vi lär er, revy Charles Henry och Einar Molin                                        | Helge Hagerman                   | Odeonteatern, Stockholm                                   |
| 1945 | Medverkande              | Stan hela dan, revy Charles Henry och Einar Molin                                            | Helge Hagerman                   | Odeonteatern, Stockholm                                   |
| 1945 |                          | Bröllop i Tanto Gideon Wahlberg                                                              | Gideon Wahlberg Werner Ohlson    | Tantolundens friluftsteater                               |
| 1945 | Medverkande              | 6X9, revy Charles Henry, Karl-Ewert och Fritz Gustaf                                         | Gösta Jonsson Werner Ohlson      | Odeonteatern, Stockholm                                   |
| 1946 | Medverkande              | Lustiga vershuset, revy Charles Henry, Karl-Ewert och Fritz Gustaf                           | Gösta Jonsson Werner Ohlson      | Odeonteatern, Stockholm                                   |
| 1946 | Pelle Jönsson            | Cirkus hela da'n Gideon Wahlberg                                                             | Werner Ohlson                    | Tantolundens friluftsteater                               |
| 1946 | Medverkande              | Luddes expo, revy Charles Henry och Karl-Ewert                                               | Werner Ohlson                    | Odeonteatern, Stockholm                                   |
| 1947 | Medverkande              | Nu blommar de', revy Charles Henry och Karl-Ewert                                            | Werner Ohlson                    | Odeonteatern, Stockholm                                   |
| 1947 |                          | Tänk om jag gifter mig med August Gideon Wahlberg och Werner Ohlson                          | Werner Ohlson                    | Tantolundens friluftsteater                               |
| 1947 | Medverkande              | Tingel-tangel, revy Charles Henry och Karl-Ewert                                             | Werner Ohlson                    | Odeonteatern, Stockholm                                   |
| 1948 | Medverkande              | Parkera här, revy Charles Henry och Karl-Ewert                                               | Werner Ohlson                    | Odeonteatern, Stockholm                                   |
| 1948 | Medverkande              | Välj Odéon, revy Charles Henry, Karl-Ewert och Werner Ohlson                                 | Werner Ohlson                    | Odeonteatern, Stockholm                                   |
| 1949 | Medverkande              | Färg över stan, revy Charles Henry, Karl-Ewert och Werner Ohlson                             | Werner Ohlson                    | Odeonteatern, Stockholm                                   |
| 1949 | Medverkande              | Om ni behagar, revy Charles Henry, Harry Iseborg och Karl-Ewert                              | Werner Ohlson                    | Odeonteatern, Stockholm                                   |
| 1950 | Medverkande              | Förtjusningens hus, revy Karl-Ewert, Charles Henry, Harry Iseborg och Werner Ohlson          | Werner Ohlson                    | Odeonteatern, Stockholm                                   |
| 1950 | Fästmannen               | Julia i farten Sigge Fischer                                                                 | Sigge Fischer                    | Tantolundens friluftsteater                               |
| 1950 | Medverkande              | Folk i farten, revy Karl-Ewert                                                               | Werner Ohlson                    | Odeonteatern, Stockholm                                   |
| 1951 | Medverkande              | De' som gömmes i snö, revy Karl-Ewert                                                        | Werner Ohlson                    | Odeonteatern, Stockholm                                   |
| 1951 |                          | Karusellen på Björkeby Sigge Fischer                                                         | Sigge Fischer                    | Tantolundens friluftsteater                               |
| 1951 | Medverkande              | Född i år, revy Karl-Ewert                                                                   | Werner Ohlson                    | Odeonteatern, Stockholm                                   |
| 1952 | Medverkande              | Kom som du ä', revy Karl-Ewert                                                               | Werner Ohlson                    | Odeonteatern, Stockholm                                   |
| 1952 |                          | Han valsade en sommar Sigge Fischer                                                          | Sigge Fischer                    | Tantolundens friluftsteater                               |
| 1952 | Medverkande              | Klart för start Karl-Ewert                                                                   | Werner Ohlson                    | Odeonteatern, Stockholm                                   |
| 1953 | Medverkande              | Glädjen i topp revy Charles Henry, Allan Forss, Tryggve Arnesson, Karl-Ewert, Herr Dardanell | Werner Ohlson                    | Odeonteatern, Stockholm                                   |
| 1953 | Medverkande              | Djuprevyn 2 meter, revy Povel Ramel och Yngve Gamlin                                         | Egon Larsson                     | Idéonteatern                                              |
| 1954 | Medverkande              | Knäppupp II - Denna sida upp, revy Povel Ramel och Yngve Gamlin                              | Per-Martin Hamberg               | Idéonteatern                                              |
| 1957 | Medverkande              | Kråkslottet, revy Karl Gerhard                                                               | Hasse Ekman                      | Idéonteatern                                              |
| 1958 | Medverkande              | Spetsbyxor, vaudeville P.A. Henriksson                                                       | Nils Poppe                       | Idéonteatern                                              |
| 1959 |                          | Julia tar hem potten Ingmar Billow och Stig Browall                                          | Stig Browall                     | Tantolundens friluftsteater                               |
| 1959 | Medverkande              | Två träd, revy Karl Gerhard                                                                  | Hasse Ekman                      | Idéonteatern                                              |
| 1959 | Medverkande              | Doktor Kotte slår till eller Siv Olson Hans Alfredson och Tage Danielsson                    | Per Edström                      | Idéonteatern                                              |
| 1960 |                          | Våran station Ingmar Billow och Stig Browall                                                 | Ingmar Billow                    | Tantolundens friluftsteater                               |
| 1961 | Medverkande              | Ursäkta handsken, revy Karl Gerhard                                                          | Tage Danielsson                  | Idéonteatern                                              |
| 1961 | Medverkande              | I hatt och strumpa, revy Hans Alfredson, Tage Danielsson, Owe Thörnqvist, Povel Ramel        | Mille Schmidt                    | Idéonteatern                                              |
| 1962 | Medverkande              | Dax igen, revy Povel Ramel                                                                   | Herman Ahlsell                   | Idéonteatern                                              |